# Shonisaurus
Shonisaurus (il cui nome significa "lucertola dei monti Shoshone") è un genere estinto di ittiosauro shastasauride vissuto nel Triassico superiore, circa 215 milioni di anni fa (Norico), in quella che oggi è la Formazione Lüning, in Nevada, USA, in cui sono stati recuperati almeno 37 esemplari fossili incompleti.

## Descrizione

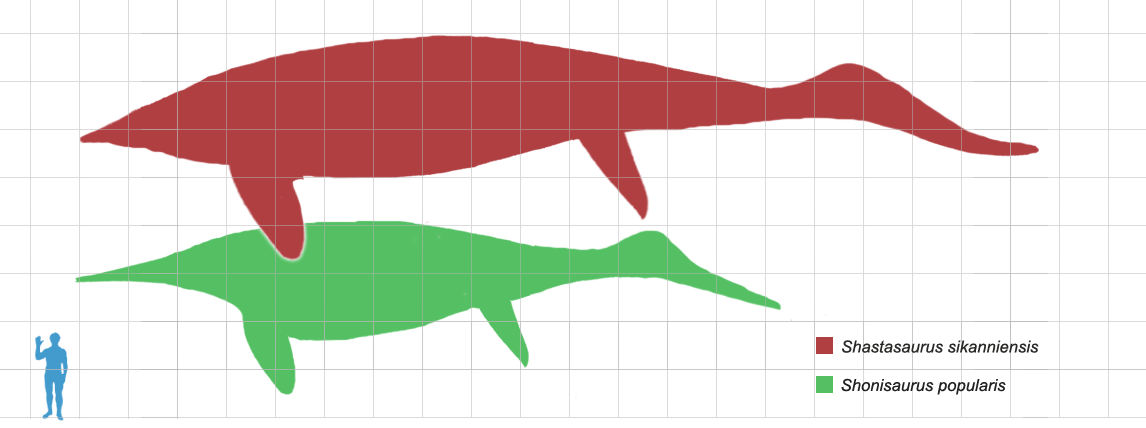
Dimensioni di S. popularis (verde) e Shastasaurus sikanniensis (rosso), rispetto ad un uomo (blu)

Lo Shonisaurus fu uno dei più grandi ittiosauri mai vissuti; gli esemplari più grandi della specie S. popularis arrivavano a circa 15 metri di lunghezza. In seguito è stata nominata una seconda specie, ritrovata in Columbia Britannica, ossia Shonisaurus sikanniensis, nel 2004. Lo S. sikkanniensis è stato uno dei più grandi rettili marini di tutti i tempi, arrivando a ben 21 metri (69 piedi) di lunghezza. Successive analisi filogenetiche hanno indicato che S. sikanniensis sembra essere più una specie di Shastasaurus piuttosto che di Shonisaurus. Tuttavia, un nuovo studio del 2013, ha riaffermato la classificazione iniziale, trovando la specie più strettamente legata a Shonisaurus rispetto che a Shastasaurus. Gli esemplari appartenenti alla specie S. sikanniensis sono stati trovati nella Formazione Pardonet della Columbia Britannica, risalente a metà del Norico (circa 210 milioni di anni fa).
Lo Shonisaurus aveva un muso lungo e stretto, e le sue pinne erano molto più lunghe e strette rispetto a quelle degli altri ittiosauri. Inizialmente si pensava che lo Shonisaurus avesse denti infissi in appositi alveoli dentali (piuttosto che infissi in apposite scanalature come nelle forme più avanzate), tuttavia i denti erano presenti solo sulla punta delle fauci e sono stati ritrovati solo negli esemplari giovani. Tutte queste caratteristiche suggeriscono che lo Shonisaurus facesse parte di un ramo relativamente specializzato della linea evolutiva principale degli ittiosauri. Storicamente l'animale è stato rappresentato con un corpo piuttosto rotondo, ma studi sulla sua morfologia, a partire dai primi anni '90, hanno dimostrato che il corpo era molto più affusolato di quanto tradizionalmente si pensasse. Tuttavia, lo S. popularis aveva un corpo relativamente massiccio rispetto ai rettili marini correlati.
Lo Shonisaurus è stato anche tradizionalmente raffigurato con una pinna dorsale, come negli ittiosauri più avanzati. Tuttavia, negli altri shastasauridi la pinna dorsale era assente, e non ci sono prove per sostenere la presenza di tale pinna in Shonisaurus. Anche la pinna superiore della coda doveva essere molto meno sviluppata rispetto alle specie più evolute.

## Storia della scoperta

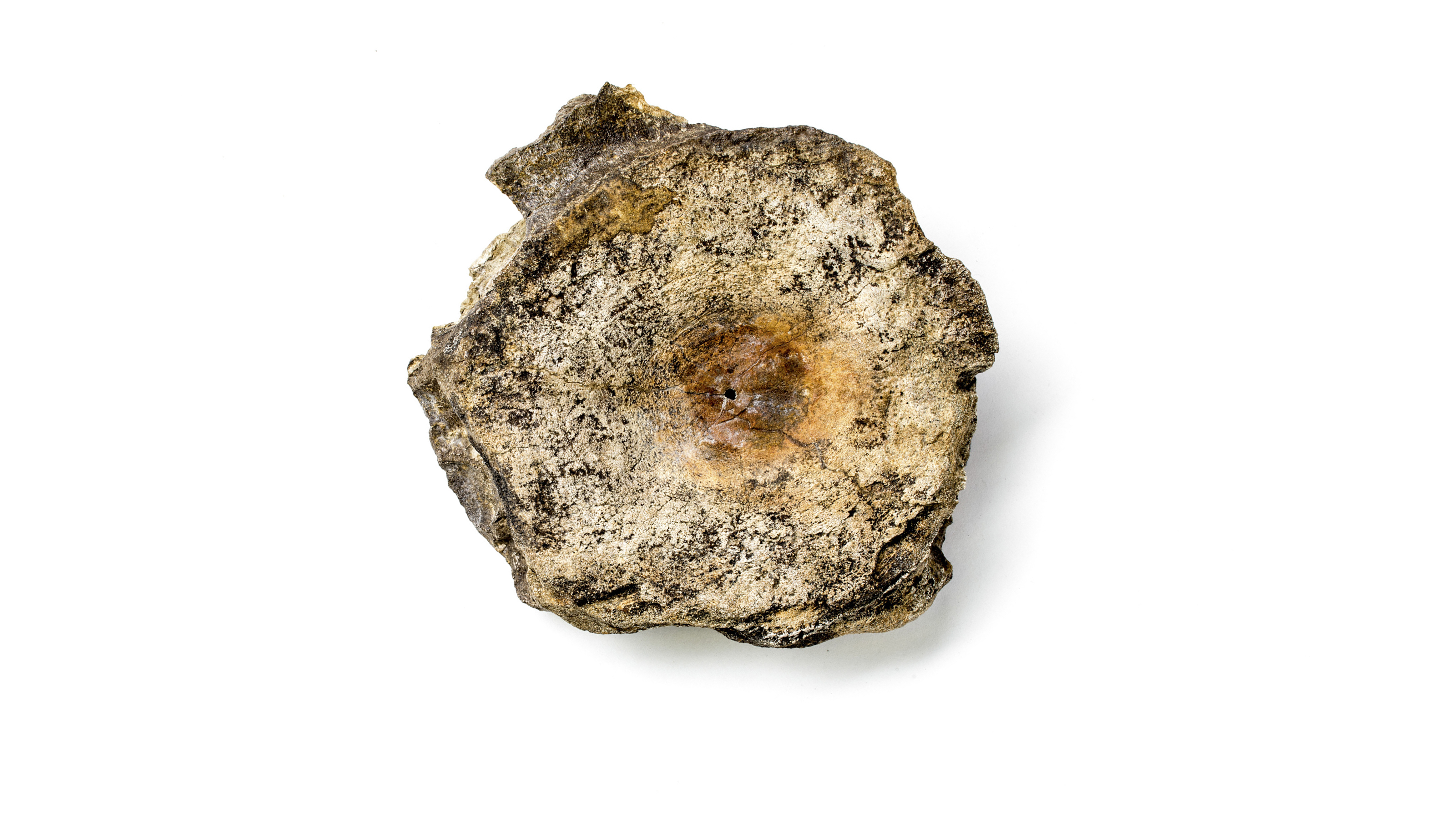
Vertebra di Shonisaurus sp., al MUSE di Trento

I primi fossili di Shonisaurus furono trovati nel 1920 in un grande deposito nel Nevada (USA). Gli scavi iniziarono nel 1954, e consentirono di scoprire che il deposito conteneva i resti di 37 grandi ittiosauri, ai quali fu dato il nome di Shonisaurus ("lucertola delle Montagne Shoshone", dal nome delle montagne della zona). L'area degli scavi fa oggi parte del Berlin-Ichthyosaur State Park.
La prima specie scoperta, lo Shonisaurus popularis, fu nominata Fossile dello Stato del Nevada nel 1984.
Negli anni novanta fu scoperta nella Columbia Britannica una seconda specie, lo Shonisaurus sikanniensis, che arrivava ad una lunghezza di 21 metri. Un ittiosauro trovato nella catena himalayana, e chiamato Himalayasaurus, era molto simile a Shonisaurus, così come un altro ittiosauro gigantesco, Shastasaurus.

## Interpretazione del giacimento fossile
Il giacimento fossile del Nevada rappresenta un insieme di fossili incompleti di Shonisaurus, presumibilmente morti in momenti diversi conservatisi sul fondo del mare in una disposizione delle ossa regolare. La mancanza di invertebrati incrostanti nei resti fossili indica che le carcasse sono affondate in acque relativamente profonde e povere di ossigeno.

### Teorie pseudoscientifiche
Nel 2011, in una lettura della Geological Society of America, Mark McMenamin e Dianna Schulte McMenamin, geologi del Mount Holyoke College, hanno proposto la controversa ipotesi che il grande insieme di resti disposti in modo regolare sul fondo dell'oceano sarebbero opera di un grande calamaro predatore, da loro indicato come "kraken". McMenamins ha ipotizzato che la disposizione delle vertebre, che le fanno assomigliare alla disposizione delle ventose dei tentacoli dei cephalopodi dalla forma rotonda e concava, sarebbero state volutamente disposte in quel modo dal kraken triassico per ricreare un autoritratto artistico dei propri tentacoli. Questa ipotesi è stata ampiamente riportata dai mezzi di informazione quando la Geological Society of America ha emesso un comunicato stampa nel mese di ottobre 2011. Non sono mancate le critiche di numerosi esperti che hanno commentato l'ipotesi come "piuttosto fantasiosa e inverosimile", affermando che non ci sono prove fossili dell'esistenza di un kraken. Lo scrittore scientifico Brian Switek, scrivendo per la rivista Wired, ha commentato:
Altri hanno risposto favorevolmente all'ipotesi dei McMenamins. Andrew Alden, blogger del sito About.com, afferma, sull'ipotesi di una grande intelligenza del kraken triassico "il suo contributo è stato prezioso: perché dovremmo escludere l'intelligenza in un lontano passato e quali sarebbero i segni lasciati da quest'essere??".